# 차순형
차순형(1987년 8월 24일~)은 대한민국의 배우이자 가수이다.

## 학력
- 경기대학교 연기학과 학사

## 출연 작품

### 영화
- 《원더풀 고스트》(2018년) - 응급실의사 1 역
- 《독전》(2018년) - 브라이언 수행원 역
- 《럭키》(2016년) - 최문석 역
- 《귀향》(2016년) - 요시미 역
- 《신의 한 수》(2014년) - 살수파떡대들 역
- 《젊은엄마 2》(2014년) - 영길 역
- 《결혼전야》(2013년) - 인터뷰 사진기자 역

### 드라마
- 《미스터 션샤인》(2018년, tvN)
- 《스위치 - 세상을 바꿔라》(2018년, SBS)
- 《명불허전》(2017년, tvN) - 스즈키 역
- 《시카고 타자기》(2017년, tvN) - 일본경찰 역
- 《불야성》(2016년, MBC) - 펑 브라더스 동생 역
- 《구르미 그린 달빛》(2016년, KBS2)
- 《몬스터》(2016년, MBC) - 리우 역
- 《피리부는 사나이》(2016년, tvN) - 청즈의 동료 역
- 《육룡이 나르샤》(2016년, SBS) - 요동군관 역
- 《더 에이스》(2015년, SBS) - 해경장교 역
- 《후유증》(2014년, 웹드라마)
- 《감격시대: 투신의 탄생》(2014년, KBS2)
- 《아이리스 2》(2013년, KBS2) - 아이리스요원 , 점원
- 《있을 때 잘해!!》(2006년, MBC)

## 음반
- 《Tell Me》(with 제이하트) (2016년)
- 《29 (Twenty-Nine)》(2016년)